# Flöha
Flöha là một thị xã thuộc huyện Mittelsachsen, trong bang tự do Sachsen, nước Đức. Đô thị Flöha có diện tích 18,53 km², dân số thời điểm ngày 31 tháng 12 năm 2005 là 10.492 người.
Flöha nằm nơi giao nhau của sông Zschopau với sông Flöha, 10 km về phía đông Chemnitz.
Trong đệ nhị thế chiến, một phân trại của trại tập trung Flossenburg nằm ở Flöha.